# محطة قطار الموصل

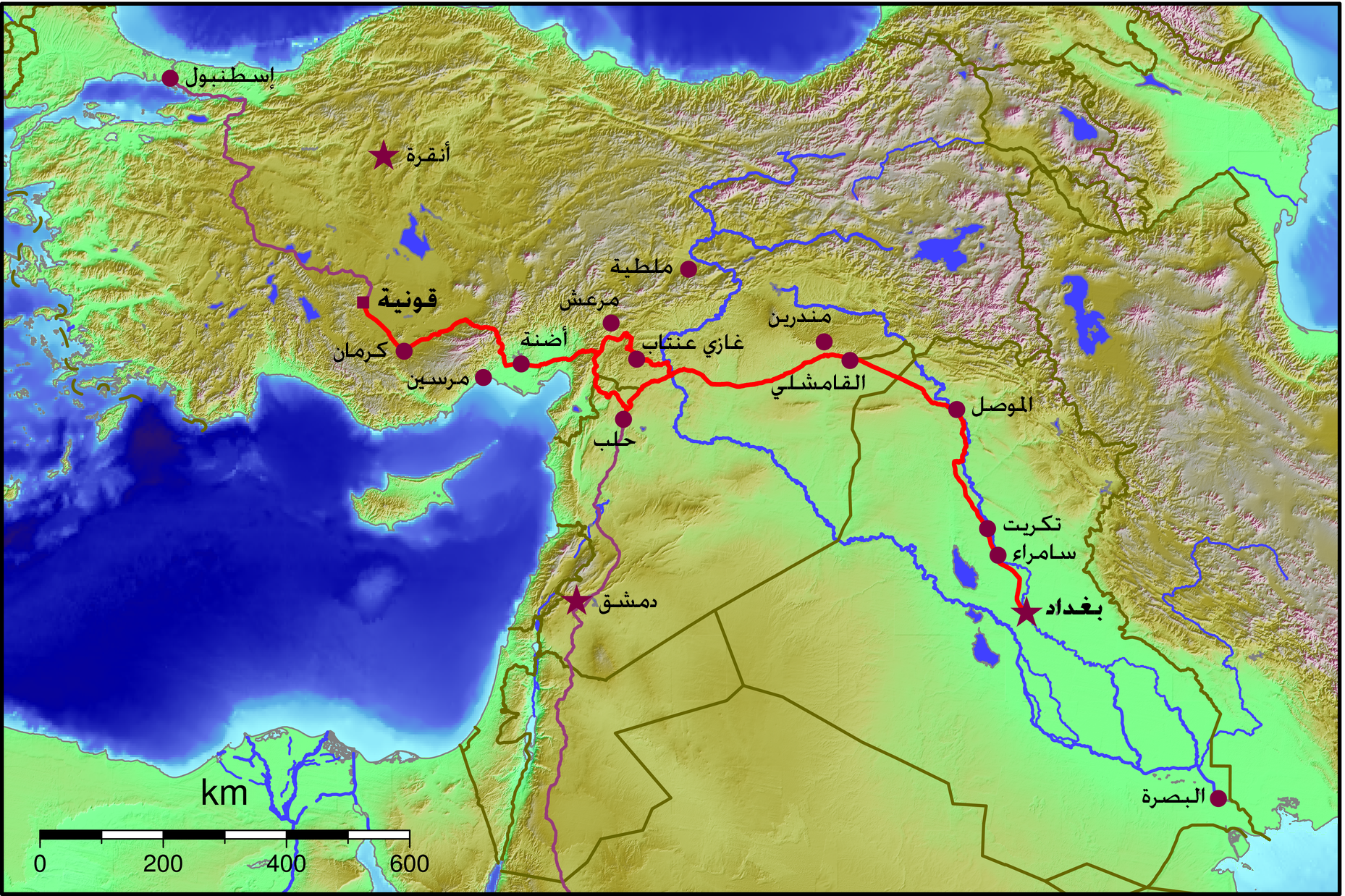
خريطة مسار سكة حديد بغداد.

محطة قطار الموصل هي محطة قطار تقع في شارع الصديق المعروف بشارع المحطة مقابل دورة ملا عثمان الموصلي في الساحل الأيمن من مدينة الموصل.
تم إنشاء المحطة عام 1930 م وكانت أول انطلاقه للقطار فيها باتجاة بغداد. والموصل على طريق سكة برلين - بغداد، لكن بسبب الحروب والعلاقات المتوترة بين العراق وجيرانه، كانت أكثر الرحلات من الموصل تتجه جنوباً إلى بغداد، على حساب سوريا وتركيا.
غير أن الخدمة الدولية عادت في فترات، فعادت سنة 2001 م، كما عادت عام في أوائل سنة 2010 م (متجهة إلى عنتاب عبر سوريا) لكنها توقفت بعد عدة شهور.